# Eldäniz Äzizli
Eldäniz Yämän oğlu Äzizli (azerbajdzjanska: Eldəniz Yəmən oğlu Əzizli), född 20 april 1992, är en azerisk brottare som tävlar i grekisk-romersk stil.

## Karriär
Vid EM 2025 i Bratislava tog Äzizli silver i 55 kg-klassen efter en finalförlust mot Emin Sefersjajev.